# Príbovce
Príbovce es un municipio del distrito de Martin en la región de Žilina, Eslovaquia, con una población estimada a final del año 2024 de 1098 habitantes.
Se encuentra ubicado al oeste de la región, cerca del curso alto del río Váh (cuenca hidrográfica del Danubio) y del parque nacional de Veľká Fatra.

## Demografía
| Año        | 1994 | 2004    | 2014    | 2024    |
| ---------- | ---- | ------- | ------- | ------- |
| Población  | 972  | 1058    | 1084    | 1098    |
| Diferencia |      | +8,84 % | +2,45 % | +1,29 % |

| Año        | 2023 | 2024    |
| ---------- | ---- | ------- |
| Población  | 1093 | 1098    |
| Diferencia |      | +0,45 % |